# Héctor Quintanar
Héctor Quintanar Prieto (México, D. F., 15 de abril de 1936 - ibídem, 24 de octubre de 2013) fue un compositor y director de orquesta mexicano que también trabajó en otros países. Compuso obras de música electroacústica y piezas para banda y conjuntos instrumentales, solos, dúos, tríos y quintetos, entre otros géneros. Sus obras fueron editadas por la UNAM y New Series Records de Lousville, Kentucky, entre otros.

## Biografía
Hijo de Miguel Quintanar Ayala y Alicia Prieto. Su padre tenía una imprenta en la colonia Guerrero de la Ciudad de México, en la esquina de Lerdo y Camelia, donde crecieron sus tres hijos Miguel, Héctor y Blanca.
Inició sus estudios en la Escuela Superior de Música del INBA. En 1960 ingresó al Conservatorio Nacional de Música (México), donde fue alumno de Rodolfo Halffter y Carlos Jiménez Mabarak. En ese plantel estudió dentro del Taller de Composición fundado por Carlos Chávez. En 1963 Chávez lo nombra su asistente y en 1965 es nombrado director del mencionado Taller al jubilarse su fundador, cargo que Quintanar ocupó hasta 1977.
En 1964 Quintanar fue becado por la Secretaría de Educación Pública, para realizar estudios de música electrónica en la ciudad de Nueva York. Durante 1967 realizó estudios de música concreta en París.
Fue el creador de la Escuela de Música Contemporánea de la Sociedad de Autores y Compositores de Música. De 1965 a 1970, siendo jefe de la Secretaría Técnica del Departamento de Música del INBA, organizó los festivales de Música Contemporánea. En 1970, junto con Raúl Pavón Sarrelangue, creó y dirigió el Laboratorio de Música Electrónica del Conservatorio Nacional de Música, primero en su género en Iberoamérica.
Fue director titular de la Orquesta Filarmónica de la UNAM (1976-1980); de la Orquesta Sinfónica de Michoacán (1986-87) y de la Orquesta Sinfónica de la Universidad de Guanajuato (1992-97). Fue candidato por México al Premio de la Música Iberoamericana "Tomás Luis de Victoria" 2000. Era miembro fundador de número del Colegio de Compositores Latinoamericanos de Música y de Arte, miembro fundador de la Academia Guanajuatense de Arte y Cultura. El Sindicato Único de Trabajadores de la Música de México le otorgó la "Lira de Oro" y fue becario de la Fundación Guggenheim. En el 2002-03 fue nombrado miembro del Sistema Nacional de Creadores.
Héctor Quintanar muere en la madrugada del 24 de octubre de 2013.

## Obras (selección)
- Fábula, para coro y orquesta (1963-1964)
- Trío para violín, viola y violonchelo (1965)
- Sonata, para violín y piano en (1967)
- Pequeña Obertura para orquesta (1979)
- Galaxia para orquesta (1968)
- Sideral I para cinta (1968)
- Símbolos para grupo de cámara (violín, clarinete, saxofón, corno, trompeta, trombón, piano), cinta, diapositivas y luces (1969).
- Aclamaciones para coro, orquesta y cinta (1967). Esta obra fue compuesta por encargo de la Secretaría de Educación Pública de México. Se estrenó en el Palacio de Bellas Artes de la Ciudad de México por la Orquesta Sinfónica Nacional, bajo la dirección de Carlos Chávez, en julio del mismo año.

Como parte del Taller de Composición, en 1970 creó en el Conservatorio Nacional de Música de México el Laboratorio de Música Electrónica. Con los instrumentos de este laboratorio compuso:
- Opus 1 (1970)
- Suite Electrónica Ostinato y Sideral III (las tres en 1971)
- Voz para soprano y sonidos electrónicos y Mezcla para orquesta y cinta (ambas en 1972)

Otras obras de Quintanar son:
- Play back para violín, piano, percusión, cinta, diapositivas, fotografías y luces (1970)
- Quinteto, para flauta, trompeta, violín, piano y contrabajo (1971).
- Diálogos para piano y electrónica, y Dúo para percusión y electrónica, (ambas en 1975)